# Luis Hermosilla
Luis Edgardo Hermosilla Osorio (Santiago, 22 de agosto de 1956) es un abogado chileno y operador político, conocido por su trabajo con personajes públicos, políticos y empresarios de alto perfil en Chile.
Desde 2023 ha protagonizado un escándalo financiero y político -el llamado Caso Hermosilla- luego de que el medio Ciper publicara un audio donde el jurista le propone a un cliente armar una «caja negra» para ofrecer sobornos a funcionarios del Servicio de Impuestos Internos (SII) como parte de una estrategia para obtener beneficios para este cliente, así como los movimientos que debe hacer y con quien debe reunirse para generar una fórmula de salida del problema. La investigación de su teléfono celular, como parte de la investigación, demostró que tenía conversaciones con diferentes figuras políticas y públicas a quienes concedía favores a cambio de información confidencial, entre ellos el exministro del Interior Andrés Chadwick y el mismo presidente Sebastián Piñera.
En agosto de 2024 fue procesado por la justicia chilena por delitos tributarios, soborno y lavado de activos, quedando en prisión preventiva durante el tiempo que dure la investigación.

## Primeros años de vida
Hijo mayor de Nurieldín Hermosilla Rumie, uno de los principales penalistas en Chile desde las décadas de 1970 a 1990, y de su primera esposa Luz Elena Osorio.Es hermano del también abogado Juan Pablo Hermosilla Osorio. Cuando tenía catorce años, comenzó a militar en las Juventudes Comunistas de Chile.
Egresó del Instituto Nacional en 1973, donde fue el más destacado en su generación,y al año siguiente entró a estudiar Derecho en la Pontificia Universidad Católica de Chile. Allí tomó clases con Jaime Guzmán y se acercó al Movimiento Gremial, base de lo que más tarde sería el partido Unión Demócrata Independiente (UDI),sin embargo, no logró reclutar a Hermosilla para el movimiento. Es en esta época en que estableció amistades con Andrés Chadwick, Juan Antonio Coloma y José Miguel Olivares.

## Trayectoria profesional
En 1976 ingresó como procurador al estudio que su padre tenía con los penalistas Alfredo Etcheberry y Carlos Figueroa. Se mantuvo como socio en esa firma hasta 1998, cuando comenzó a trabajar como independiente.
En 1980, empezó a colaborar en la Vicaría de la Solidaridad, teniendo un rol importante en el caso Degollados. En esta ocasión, representó a la familia de José Manuel Parada, quien fue capturado y detenido por agentes de la dictadura de Augusto Pinochet. En 1986 dejó la Vicaría para dedicarse al trabajo en el estudio jurídico Hermosilla y Compañía.
En 1996 asumió como representante de la familia del ex senador y fundador de la UDI, Jaime Guzmán, asesinado en 1991.
Desde entonces ha tenido una relativa figuración pública a nivel político. En 1999 apoyó la primera candidatura presidencial de Joaquín Lavín.Entre 1999 y 2003 fue decano de la Facultad de Derecho de la Universidad Andrés Bello. Allí logró reclutar como académicos a diversos jueces como Milton Juica, Domingo Kokisch y Alfredo Pfeiffer, dando muestras de su vínculo con el Poder Judicial.
Desde el año 2000 hasta finales de 2023 tuvo un despacho de abogados con el político y exministro Andrés Chadwick y tuvo importante participación en diferentes casos vinculados al gobierno de Sebastián Piñera.
En los años 2000 asumió diversos casos de alta connotación mediática, como la defensa del empresario Claudio Spiniak, posteriormente apresado por liderar una red de explotación sexual infantil (2003), la defensa del exejecutivo bancario Jorge Tocornal por la acusación de abuso sexual contra sus hijos (2006), incluso casos del espectáculo, como la querella del exfutbolista Iván Zamorano contra el periodista Ítalo Passalaqua por calumnias sobre su boda con la modelo María Eugenia Larraín (2004). Más tarde defendió al sacerdote de los Legionarios de Cristo, John O’Reilly, acusado de abuso sexual a menores del Colegio Cumbres (2012).
En enero de 2010, el Senado de Chile lo nombró como integrante del Consejo Directivo del Instituto Nacional de Derechos Humanos, cargo que Hermosilla ejerció hasta marzo de 2013, cuando presentó su renuncia.
Durante la década de 2010 se vinculó con casos aún más cercanos a la política. Fue asesor del primer gobierno de Sebastián Piñera, particularmente en los casos de los falsos exonerados políticos y del asesinato del matrimonio Luchsinger-Mackay. En 2015 representó a la empresa SQM en el escándalo por el financiamiento irregular a partidos políticos y en 2016 participó del Caso Caval.
En 2019, durante el segundo gobierno de Piñera, defendió a Andrés Chadwick en la acusación constitucional en su contra, en el marco del Estallido Social.
En 2020, en medio de la pandemia de Covid 19, asesoró a la Clínica Las Condes para revertir un fallo de los juzgados del trabajo, que ordenaba que todos los trabajadores que fueran pacientes de riesgo (cerca de un 25% de los trabajadores) no podían ser obligados a trabajar en el establecimiento de salud. En 2025 se supo que Hermosilla usó sus conexiones en el gobierno de Piñera y en la Corte de Apelaciones de Santiago, a través de la jueza Verónica Sabaj, para revertir ese dictamen.
En 2021 asumió la representación legal en sede de familia y penal del empresario Munir Hazbun Rezuc, asesorándolo en causas contra su exesposa en ambas sedes jurídicas.
En 2022 asumió como representante de la presentadora de televisión Tonka Tomicic en el llamado Caso Relojes y que la involucraban a ella y su marido en la venta de joyas y relojes robados.
Y en 2023 manifestó públicamente su apoyo a la opción «a favor» en el segundo proceso constituyente.En 2023 estaba representando a Miguel Crispi en el marco del Caso Fundaciones. Posteriormente, este prescindió de sus servicios tras ser conocidos los audios de supuestos sobornos.

## Escándalo de corrupción
A mediados de noviembre de 2023, Ciper publicó la transcripción de un audio de una hora y cuarenta y cinco minutos donde se escucha a Luis Hermosilla proponer a su cliente, el empresario Daniel Sauer, cuyos negocios estaban siendo investigados por la Comisión Para el Mercado Financiero (CMF) por operaciones irregulares, sobornar a sus contactos en el Servicio de Impuestos Internos (SII). El audio fue filtrado por la abogada Leonarda Villalobos, quien colaboraba con Hermosilla y había sido representante de Sauer en casos anteriores.
Hermosilla se defendió en un comunicado argumentando que el caso era una «maniobra siniestra» y cuestionando la forma en que se había obtenido el registro de una conversación privada con su cliente y que su divulgación era ilegal. Por su lado, en su declaración a la fiscalía, Leonarda Villalobos negó que se concretasen realmente los delitos aludidos en el audio y que estos solamente eran una medida de Hermosilla para presionar a Sauer. Diferentes abogados penalistas refutaron la tesis de Hermosilla sobre la ilegalidad del audio, explicando que en el momento en que el contenido de la grabación se refiere a delitos y a eventos de interés público, es legítimo usarla como objeto de investigación y eventualmente como prueba para el caso.
A fines de noviembre de 2023 el Consejo de Defensa del Estado (CDE) presentó una querella criminal contra Luis Hermosilla, Daniel Sauer y Leonarda Villalobos como presuntos autores de los delitos consumados y reiterados de soborno y cohecho.
En marzo de 2024 salieron a la luz una serie de conversaciones que Hermosilla mantenía con importantes figuras políticas y públicas mediante mensajes de texto, las que revelaron la influencia que tuvo respecto del nombramiento de ciertos jueces del Poder Judicial de Chile, como fue el caso Ángela Vivanco y su ingreso como ministra a la Corte Suprema, y en diferentes casos judiciales vinculados con políticos cercanos a Chadwick, incluyendo al propio presidente Piñera.
Asimismo, se supo que diferentes personajes, como la misma ministra Vivanco, el Director General de la Policía de Investigaciones de Chile, Sergio Muñoz Yáñez, y el exfiscal Regional Metropolitano, Manuel Guerra, habían filtrado antecedentes reservados a Hermosilla a cargo de diferentes favores, particularmente vinculados a intereses del gobierno de Piñera y sus colaboradores, como el Caso Penta y el financiamiento irregular de la política, los casos de violaciones a los derechos humanos durante el Estallido Social y sobre violencia en la Araucanía.
En agosto de 2024 y a raíz de esta filtración, fue procesado por la justicia chilena por delitos tributarios, soborno y lavado de activos, quedando en prisión preventiva durante el tiempo que dure la investigación.